# Herb Mińska
Herb Mińska – jeden z symboli miejskich Mińska.

## Opis herbu

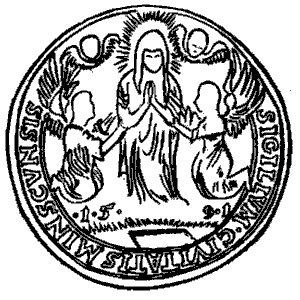
Odrys pieczęci Mińska z 1591 r.

### Opis oficjalny
Герб  города  Минска  представляет  собой  барочный  щит,  в голубом поле которого изображены Божья Матерь на серебряном облаке в красно-синих одеждах, два ангела и два херувима.

Po przetłumaczeniu:

Herb miasta Mińska przedstawia barokową tarczę, w polu błękitnym przedstawione są Matka Boża na srebrnym obłoku w czerwono-granatowych szatach, dwa anioły i dwa cherubiny.

### Opis polski
Stosując się do zasad polskiego blazonowania, opis brzmi następująco:

Tarcza barokowa. W polu błękitnym stojąca na obłoku srebrnym postać Matki Bożej w szatach czerwono-błękitnych, wokół dwa anioły i dwa cherubiny.

## Symbolika
Herb przedstawia Wniebowzięcie Najświętszej Maryi Panny. Na pieczęci z 1770 roku wyjątkowo widnieje Koronacja Matki Boskiej, jednak otok wciąż mówi o wniebowstąpieniu (sigil. assumptionis).

## Historia

### Nowożytność
Mińsk jest jednym z 21 miast Białorusi, które mają herb od XVI wieku. Herb został nadany 12 stycznia 1591 roku przez Zygmunta III Wazę, jednak oryginalny dokument nie zachował się. Według legendy, ikona Matki Bożej Mińskiej przypłynęła w okolicach 13-26 sierpnia 1500 r. do Mińska w górę rzeki Świsłocz ze złupionego przez Tatarów Kijowa. Informację tę podaję jednak dopiero w 1781 Ignacy Stebelski, jest to najstarszy znany przekaz legendy. Źródła dotyczące legendy, na których opierał się Stebelski (m.in. opis hieromnicha Jana Olszewskiego, żyjącego na przełomie XVII i XVIII wieku) są zaginione.
Od końca XVI wieku pojawiło się kilkanaście wersji herbu. Pieczęć z 1770 roku przedstawia Koronację Matki Boskiej, a zamiast aniołów i cherubinów widnieje nad Maryją Trójca Święta. Z kolei na pieczęci sądów apelacyjnych z 1791 roku Matka Boża nie stoi na obłoku, a siedzi, zaś pod nią znajduje się Pogoń.

### Zabory
Mińsk znalazł się w zaborze rosyjskim po II rozbiorze Polski w 1793. 22 stycznia 1796 roku zatwierdzono nowy herb Mińska – tarczę z Matką Bożą i sześcioma aniołami trzymał dwugłowy orzeł, symbol Imperium Rosyjskiego. Co ciekawe, na jednej z wersji Matka Boża ma suknię z krynoliną.
W II połowie XIX wieku pojawił się nowy projekt herbu Mińska: w polu złotym trzy fale błękitne. Ostatecznie projekt został użyty jako herb guberni mińskiej.

### Współczesność
W czasie przynależności Mińska do Związku Radzieckiego nie używano herbu. Dopiero 5 września 1991 roku, 400 lat od nadania herbu Mińskowi, rada miejska podjęła decyzję o powrocie do historycznego herbu. Pod kierownictwem Siergieja Rassadzina powołano komisję, która zajęła się historycznym herbem stolicy Białorusi. Przestudiowano ponad dziesięć zachowanych pieczęci, w tym m.in. jedną z 1591, która stała się podstawą obecnego herbu. W laboratorium zarejestrowano niedostrzegane wcześniej elementy, takie jak układ rąk aniołów czy twarz Matki Bożej.
Wykonany herb został uchwalony przez radę miejską 27 marca 2001 roku, a 23 lipca 2012 roku zatwierdzono herb dekretem prezydenta.
Pieczęć wykorzystała m.in. Tarpieda Mińsk, a Junost' Mińsk wykorzystał w swoim logo herb. Pierwotnie użyto go w logo niezmienionej formie, później uproszczono herb.